# 米科拉·赫维廖维
米科拉·赫维廖维（烏克蘭語：Микола Хвильовий，羅馬化：Mykola Khvyliovyi，1893年12月13日—1933年5月13日； 化名“尤利娅·乌马涅茨”，“斯特凡·卡罗尔”和“迪亚德科·米科拉”），乌克兰小说家、诗人、评论家和政治活动家，后革命时期乌克兰散文的创始人之一。他是烏克蘭蘇占時期被處決的文藝復興（1920-1930）最著名的代表之一，激发了口号“远离莫斯科！”